# 辐射出射度
辐射出射度（radiant exitance），简称辐出度，旧称辐射发射率（radiant emittance），是表示辐射功率密度的物理量，定义为离开表面一点处的面元的辐射能通量除以该面元面积，单位为瓦特每平方米。